# Норт Буена Виста (Ајова)
Норт Буена Виста (енгл. North Buena Vista) град је у америчкој савезној држави Ајова. По попису становништва из 2010. у њему је живело 121 становника.

## Демографија
Према попису становништва из 2010. у граду је живело 121 становника, што је -3 (-2.4%) становника више него 2000. године.
| Група             | 2000.       | 2010.       |
| Белци             | 122 (98,4%) | 119 (98,3%) |
| Афроамериканци    | 0 (0,0%)    | 0 (0,0%)    |
| Азијати           | 0 (0,0%)    | 1 (0,8%)    |
| Хиспаноамериканци | 1 (0,8%)    | 0 (0,0%)    |
| Укупно            | 124         | 121         |